# Frances Buss
Pour les articles homonymes, voir Buss.
Frances Mary Buss, née le 16 août 1827 et morte le 24 décembre 1894, est une éducatrice britannique, pionnière de l’éducation des femmes. Elle est la fondatrice et première directrice de la North London Collegiate School, une école secondaire pour filles de Londres.

## Biographie
Frances Buss est la fille aînée du peintre et graveur Robert William Buss et de Frances Fleetwood, enseignante. Elle a quatre frères. Elle est élève dans une école privée d'Aldersgate, puis à Kentish Town, jusqu'à l'âge de dix ans, où elle est envoyée dans une école de Hampstead, à Londres. De 14 à 16 ans, elle assure des activités d'enseignement dans cette école, puis elle seconde sa mère qui a ouvert une école d'inspiration pestalozzienne à Kentish Town. Elle poursuit ses études en suivant des cours du soir, en 1848-1849, au Queen's College, école privée de filles fondée en 1848 à Londres. Elle obtient des certificats en français, allemand et géographie. Elle exprime plus tard, dans une lettre, que ces études l'ont ouverte à une « nouvelle vie, sur le plan intellectuel ». Elle est très influencée par David Laing, cofondateur de Queen's, qui promeut l'éducation des jeunes filles des classes moyennes et les incite à obtenir des diplômes d'enseignement.
Elle apprécie les voyages, notamment en Italie, et en Suède, dont elle écrit une analyse du système scolaire en 1871. Elle est affaiblie par une maladie des reins, et meurt à son domicile de Hampstead, le 24 décembre 1894. Elle est inhumée à Theydon Bois, dans l'Essex, dans le cimetière paroissial proche de la maison de campagne où elle prenait ses congés. Des vitraux commémoratifs ont été installés dans la salle de réunion de la North London Collegiate School et dans l'église de Theydon Bois.

## La North London Collegiate School
L'école fondée par sa mère et dans laquelle Frances Buss continue à enseigner, s'installe le 4 avril 1850 au 46 Camden Street. L'école compte alors 35 élèves. Frances Buss devient la directrice, fonction qu'elle occupe durant une quarantaine d'années. David Laing qui reste un conseiller de Frances Buss donne des cours d'enseignement religieux. Frances Buss, empreinte d'une volonté égalitaire pour l'éducation des garçons et des filles et très en phase avec les revendications des femmes de son époque, envisage son école comme une formation pour les gouvernantes qui éduquaient les jeunes filles des familles bourgeoises ou aristocratiques, et progressivement, comme un tremplin vers des études universitaires des filles. Elle souligne la nécessité de se former des filles, qui dans le contexte sociétal de son époque, seraient amenées à gagner leur vie. Aussi, le premier dépliant publicitaire de l'école insiste-t-il sur le public visé, des jeunes filles aux moyens financiers limités, issues de famille d'employés de bureau et de négociants notamment. Elle insiste sur la nécessité, pour ces familles, de donner une éducation à leurs filles autant qu'à leurs fils. Elle-même a financé l'éducation de deux de ses frères, leur permettant ainsi d'aller à l'université. Elle est attentive à la diversité d'origine sociale de ses élèves, et ouvre l'école à des élèves qui ne sont pas anglicanes, en leur permettant de ne pas assister aux cours d'enseignement religieux, si leur famille en fait la demande.
En 1865, l'école compte 200 élèves, dont quelques-unes sont pensionnaires. L'école conserve une structure familiale, deux frères de Frances Buss y enseignent. Frances Buss introduit le principe de séries de conférences indépendantes du programme officiel, sur des thèmes précis comme l'économie politique. En 1870, elle quitte la direction de l'école. L'année suivante, une seconde école ouvre à Kentish Town, la Camden School for girls, aux tarifs modérés, destinée aux jeunes filles des classes moyennes moins fortunées mais amenées ultérieurement à assurer la subsistance de leur foyer.
La North London Collegiate School sert de modèle aux autres établissements fondés par la Girls' Public Day School Company créée en 1872. Les directrices des écoles visitent l'école de Frances Buss pour observer les méthodes éducatives qui y sont prônées.
Frances Buss est invitée à témoigner devant la Taunton Commission, le 30 novembre 1865, sur son école, mais plus largement, sur deux points de son projet, l'importance d'assurer une formation de qualité aux enseignantes, et la nécessité de permettre aux élèves filles de passer les examens nationaux, notamment ceux qui leur assureraient un accès à l'université. Elle met en place une formation pour ses enseignants, qui est indépendante de la North London Collegiate School. La formation se fait à l'extérieur, notamment au Home and Colonial College (en) ou au College of Preceptors, dont elle devient fellow. Le College of Preceptors met en place, avec son soutien, un certificat d'enseignement en sciences de l'éducation en 1872. Elle promeut également les formations de Maria Grey Training College (en) et de Cambridge Training College. Elle n'emploie que des enseignantes formées et propose aux enseignants en poste des conférences sur des thèmes liés à la pédagogie. Elle soutient la création d'associations professionnelles au sein de son école, et la North London Collegiate School accueille la première conférence qui tente d'unir les différentes associations, en 1883 et, en 1866, elle est l'une des fondatrices, avec Dorothea Beale, de l'association londonienne des directrices d'école, dont la première réunion a lieu chez elle.

## Engagement en faveur de l'accès des jeunes filles à l'enseignement supérieur

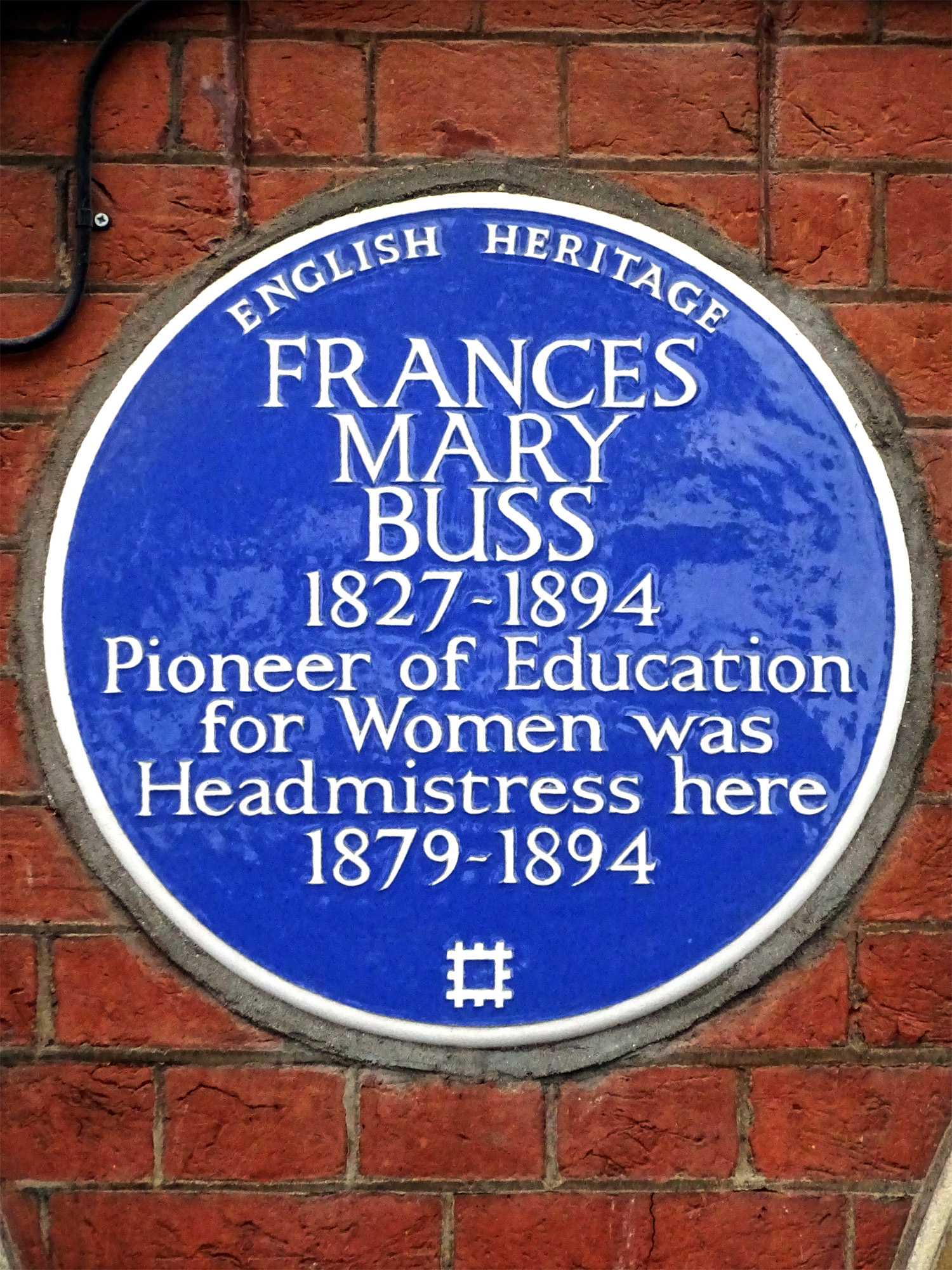
Plaque commémorative érigée en 2000 par lEnglish Heritage à Camden

Frances Buss insiste sur la nécessité de permettre aux jeunes filles de passer les mêmes examens nationaux que les garçons. En décembre 1863, lorsque les examens locaux d'accès à Cambridge sont ouverts aux candidates, 25 candidates, sur un total de 83, sont des élèves de Frances Buss. Celle-ci demande que l'arrangement provisoire, qui permettait aux jeunes filles de passer les examens d'entrée à l'université, devienne définitif, ce qui est accordé en 1865. Elle estime que l'émulation et la compétition encouragent les élèves filles et ont un effet positif sur leur engagement dans les études, et elle exprime son souhait que ses élèves puissent égaler leurs frères : « I would like girls trained to match their brothers ». Elle se soucie de l'enseignement des mathématiques, dont l'intérêt dans l'éducation des filles fait débat, et recrute personnellement la professeure chargée de cette discipline, la mathématicienne Sophie Bryant, qui lui succédera comme directrice de l'école. Un certain nombre d'anciennes élèves de la North London Collegiate School poursuivent leurs études à l'université : en 1879, douze d'entre elles sont étudiantes à Girton College.

## Engagements en faveur des femmes
Frances Buss s'investit dans les combats de son époque, elle soutient le mouvement anti-esclavagiste, ainsi que la lutte pour la tempérance de son frère, prêtre anglican dans les quartiers déshérités de l'East End londonien. Elle prend notamment position pour une plus grande présence des femmes sur la scène publique. Elle soutient la société pour la promotion du travail des femmes, avec Emily Davies. Elle s'engage en faveur de l'accès des femmes aux professions médicales et est l'une des gouverneurs de la London School of Medicine for Women. Elle soutient le mouvement suffragiste et exprime son envie de voir les effets des évolutions en cours sur ces questions : « I should like to revisit the earth at the end of the twentieth century to see the result of the great revolution of the nineteenth — the women's rights movement ».

## Publications
- Leaves from the Note-Books of Frances Buss, éd. posthume G. Toplis, 1896.